# Johan Golden

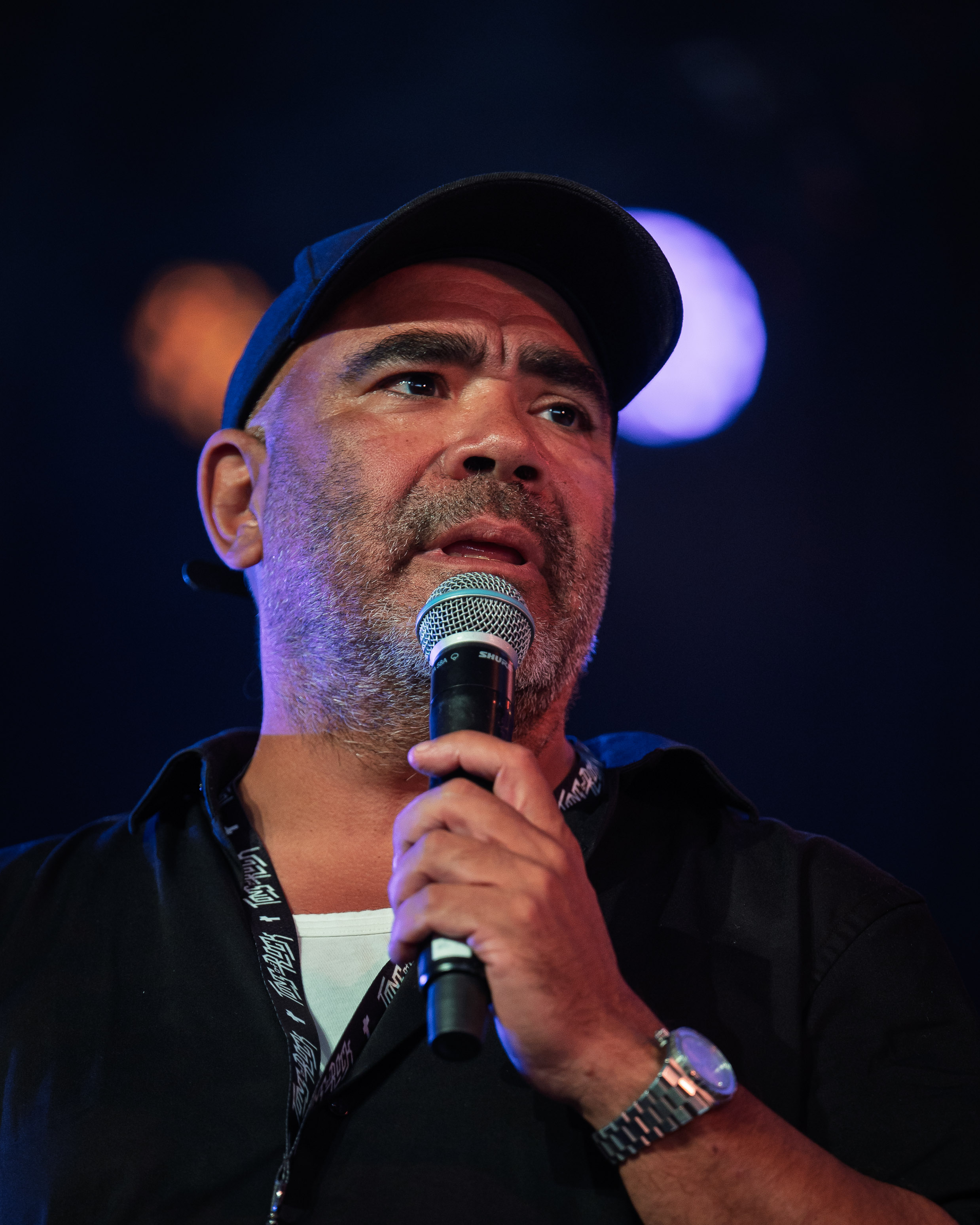
Johan Golden, 2025

Johan Golden (* 9. Juni 1974 auf Guadeloupe) ist ein französisch-norwegischer Comedian. Bekanntheit erlangte er gemeinsam mit dem Comedian Atle Antonsen. Seit 2015 ist er Teil der Comedyshow Nytt på nytt.

## Leben
Golden kam als Sohn eines Guadeloupianers und einer Norwegerin auf Guadeloupe zur Welt. Seine Eltern, aufgrund derer er die französische und die norwegische Staatsbürgerschaft hält, hatten sich zuvor in Frankreich kennengelernt. Golden wuchs in Kjelsås in der norwegischen Hauptstadt Oslo auf, wo seine Mutter als Linguistin an der Universität Oslo zu arbeiten begann. Sein Vater kehrte nach Guadeloupe zurück, als er sechs Jahre alt war. Kurz nach dem Ende der Schulzeit lernte er den Standup-Comedian Atle Antonsen kennen. Golden begann ein Philosophie-Studium, das er nicht abschloss.

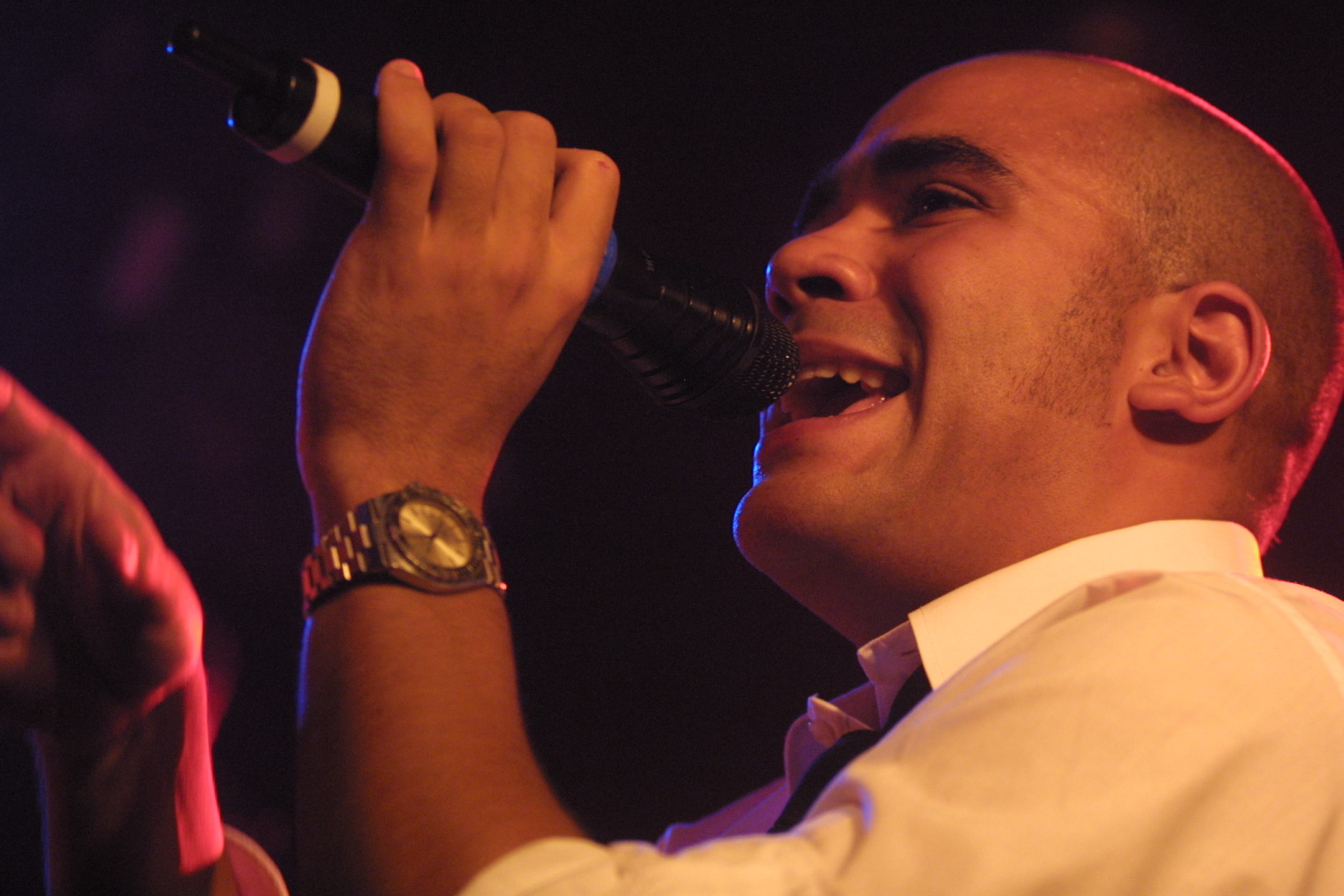
Johan Golden, 2001

Seinen Zivildienst leistete er beim norwegischen Rundfunk Norsk rikskringkasting (NRK) ab. Später arbeitete er bei NRK P3, wo er mit dem Comedian Espen Thoresen zusammenzuarbeiten begann. Gemeinsam mit Thoresen, Kristopher Schau und Atle Antonsen hatte er im Jahr 1998 mit der Show XLTV sein TV-Debüt. Es folgten weitere TV-Shows, in denen er mit den drei zusammenarbeitete. Unter dem Namen Junghanz wurde Golden Mitglied der 1998 gegründeten Parodie-Band DDR. Die Band coverte norwegische Lieder, unter anderem der Band D.D.E., in deutscher Sprache. Neben Golden war unter anderem auch Atle Antonsen Mitglied. Die Band bestand bis 2017. Im Jahr 2000 gründeten Antonsen und Golden die Partei Det Politiske Parti (deutsch Die Politische Partei), die bei der Parlamentswahl in Norwegen 2001 antrat. Gemeinsam mit Antonsen hatte Golden im Jahr 2001 eine Talkshow bei dem nur kurze Zeit existierenden TV-Sender Metropol TV. Im Jahr 2004 ging er mit Atle Antonsen mit dem Standup-Programm Tilnærmet lik sant auf Tour. Es folgten weitere gemeinsame Standup-Programme.
Zusammen mit Antonsen moderierte er von 2004 bis 2008 die Radioshow Kommisjonen bei Kanal 24. Von 2006 bis 2015 führte er bei TV 2 mit Henrik Elvestad durch das Comedy-Sport-Programm Golden Goal. Ab 2008 arbeitete er mit Antonsen beim Sender P4 an der Radioshow Misjonen. Im Jahr 2013 veröffentlichten die beiden das Buch Statsråd vant spekeskinke – og andre lokale nyheter, im Jahr 2015 folgte Ny hylle på Prix – og enda flere lokale nyheter. Beim Comedypreis Komiprisen wurde Golden im August 2015 für sein erstes Solo-Standup-Programm Diktator als Standup-Comedian des Jahres ausgezeichnet. Im Herbst 2015 übernahm er von Knut Nærum den Posten als festes Mitglied bei der NRK-Show Nytt på nytt.

## Auszeichnungen
- 2015: Komiprisen, Standup-Comedian des Jahres (Årets standupkomiker)[7]